# Monguzzo
Monguzzo est une commune italienne d'environ 2 200 habitants, située dans la province de Côme, dans la région Lombardie, dans le nord-ouest de l'Italie.

## Administration
| Période                                  | Période  | Identité         | Étiquette            | Qualité |
| ---------------------------------------- | -------- | ---------------- | -------------------- | ------- |
| 16 juin 2004                             | En cours | Marco Sangiorgio | Insieme per Monguzzo | Maire   |
| Les données manquantes sont à compléter. |          |                  |                      |         |

### Hameaux
Nobile, Bassetto e Fornace, Cascina Bindella, Cascina Enrichetta, Cascina Nuova, Cascina San Biagio, Cascina Solferino, Poggio Castello, Poggio Cavolto, Sceria
- Monguzzo, siège de la casa comunale se trouvant sur la colline et dominé par le château féodal
- Nobile, se trouvant à l'ouest du territoire communal. Autrefois la frazione Nobile était connue dans toute la Brianza pour la présence de nombreux pêchers. En effet, les habitants de Nobile étaient appelés Persegatt ("personnes qui cultivent pêches" en dialecte)
- Poggio Cavolto, hameau résidentiel qui s'est développé depuis les années 1970, à flanc de coteau, au sud.

Des petits hameaux entourent de vieilles fermes restaurées (cascine en italian, cassini en dialecte).

### Communes limitrophes
Albavilla, Alserio, Anzano del Parco, Erba, Lurago d'Erba, Merone

### Évolution démographique
Habitants recensés

## Monuments

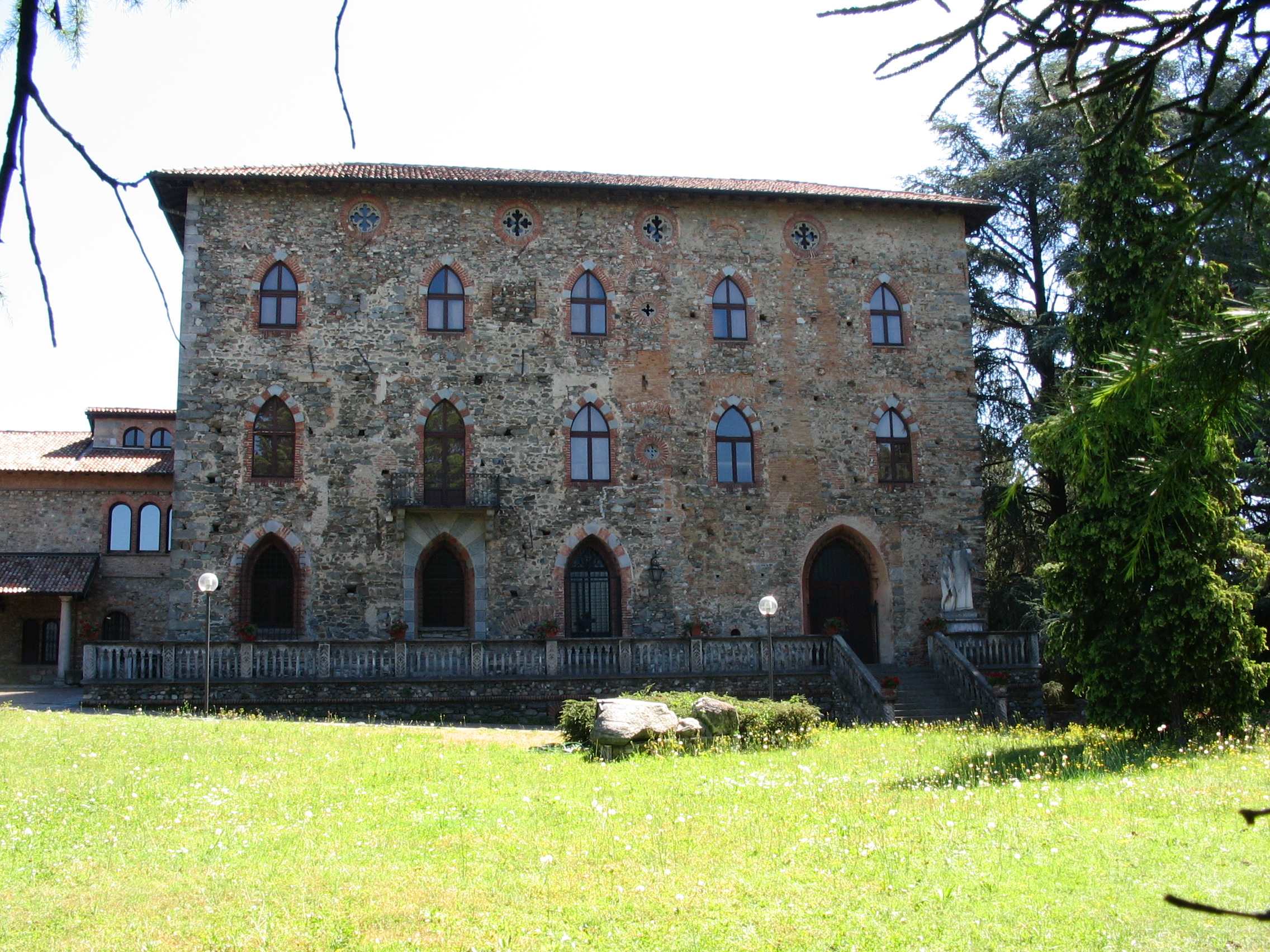
Château de Monguzzo

- Église paroissiale Santissimi Biagio e Sebastiano
- Sanctuaire dédié à Notre Dame de Lourdes
- Château féodal, propriété de l'ordre hospitalier des Frères de Saint-Jean-de-Dieu (Fatebenefratelli)